# (26095) 1988 PU
(26095) 1988 PU est un astéroïde de la ceinture principale d'astéroïdes de 6,602 km de diamètre découvert en 1988.

## Description
(26095) 1988 PU a été découvert le 10 août 1988 à l'observatoire Palomar, situé au nord de San Diego en Californie, par Celina Mikolajczak et Robert Francis Coker.

### Caractéristiques orbitales
L'orbite de cet astéroïde est caractérisée par un demi-grand axe de 2,70 UA, un périhélie de 2,32 UA, une excentricité de 0,14 et une inclinaison de 11,66° par rapport à l'écliptique. Du fait de ces caractéristiques, à savoir un demi-grand axe compris entre 2 et 3,2 UA et un périhélie supérieur à 1,666 UA, il est classé, selon la JPL Small-Body Database, comme objet de la ceinture principale d'astéroïdes.

### Caractéristiques physiques
(26095) 1988 PU a une magnitude absolue (H) de 13,1 et un albédo estimé à 0,310, ce qui permet de calculer un diamètre de 6,602 km. Ces résultats ont été obtenus grâce aux observations du Wide-field Infrared Survey Explorer (WISE), un télescope spatial américain mis en orbite en 2009 et observant l'ensemble du ciel dans l'infrarouge, et publiés en 2014 dans un article présentant les résultats concernant 2 835 astéroïdes de la ceinture principale.